# 보이는 손
《보이는 손》(The Visible Hand: The Managerial Revolution in American Business)은 미국 경영학 역사가 앨프리드 챈들러 주니어가 쓰고 1977년 출판된 책이다. 1978년 역사 부문으로 퓰리처상을 수상하였다.
미국의 경영사 연구는 챈들러 이전과 이후로 나뉜다고 이야기되곤 한다. 그의 방법론을 따르건 따르지 않건, 혹은 그의 가설이나 명제를 수용하건 하지 않건, 챈들러 이후 모든 경영사 연구는 ≪보이는 손≫을 거론하지 않고서는 논의를 전개할 수 없게 되었다. 미국 경영사의 주요 사건과 사례들을 종합적으로 설명하는 포괄적 이론의 틀을 제시한다. 이 책은 두 권으로 나누어 출간했으며, 그중 1권은 제1부에서 제3부까지를 수록했다. 2권은 제4부에서 제5부, 결론, 부록을 수록했다.

## 개요
미국에서 19세기 말부터 20세기 초에 근대적 대기업(modern business enterprise)이 등장하게 된 역사적 사건을 다룬 책이다.
이 책은 크게 다섯 부분으로 구성되어 있다. 먼저 제1부는 대기업이 등장하기 전, 즉 대략 1790년부터 1840년까지 미국의 경제 상황과 기업 활동을 개괄하고 있다. 제2부는 철도 기업의 발전을 다룬다. 제3부에서는 철도 및 전신으로 구축된 전국적 통합 시장이 대량 유통과 대량 생산, 즉 대기업에 의한 유통과 생산을 가져오는 과정을 보여 준다.
제4부에서는 대량 유통과 대량 생산을 통합해 수행하는 복수사업단위 기업(multiunit business enterprise)이 등장하며 진정한 의미의 근대적 대기업이 성립하는 과정을 서술한다. 마지막 제5부는 근대적 대기업의 내부 조직을 다룬다.

## 같이 보기
- 보이지 않는 손